# Champ-Haut
Champ-Haut é uma comuna francesa na região administrativa da Normandia, no departamento Orne. Estende-se por uma área de 5 km². Em 2010 a comuna tinha 49 habitantes (densidade: 9,8 hab./km²).